# فرانچسکو آرایا
فرانچسکو دومینیکو آرایا (به روسی: Арайя) (متولد ۲۵ ژوئن ۱۷۰۹ در ناپل، پادشاهی سیسیل و درگذشته مابین سالهای ۱۷۶۲ تا ۱۷۷۰ در بولونیا، ایالات پاپی) که با نام فرانچسکو آرایا مشهور است، آهنگساز ایتالیایی که ۲۵ سال از عمر خود را در روسیه گذرانده و حداقل ۱۴ اپرا برای دربار امپراطوری رومانوف نوشته‌است که از مهمترین آثارش می‌توان به سِفال و پرُکریس یا تسِفال و پرُکریس (به روسی: Цефал и Прокрис) اشاره کرد که اولین اپرا به زبان روسی‌ست.

## زندگی
او در ناپل متولد شد و تحصیلات موسیقایی‌اش را در آنجا کسب کرد و در سن بیست سالگی اولین اپرای خود را نوشت. اپراهای اولیه او در تئاترهای ناپل، فلورانس، رم، میلان و ونیز تهیه و اجرا شد. در سال ۱۷۳۵ به همراه گروه بزرگ اپرای ایتالیایی به سن پترزبورگ دعوت شد و کاپل‌مایستر در دربار امپراتریس آنا ایوناوا و بعدها در دربار امپراتریس الیزابت گشت.
در آنجا اپراهای زمستانی را در کاخ زمستانی و اپراهای تابستانی را در تئاتر لتنی ساد واقع در باغ تابستانی یا Summer Garden به اجرا درمی‌آورد.
اپرای (La forza dell'amore e dell'odio) اولین اپرای ایتالیایی بود که توسط وی در روسیه به اجرا درآمد. این اپرا در سال ۱۷۳۶ با عنوان «قدرت عشق و نفرت» به روی صحنه رفت و از پیش توسط واسیلی تریدیاکوفسکی ترجمه و به صورت کتابچه‌ای مکمل به در اختیار حضار قرار گرفت. این نخستین کتابچه اپرایی بود که به زبان روسی چاپ و توزیع شده بود. بعد از این کار سمیرامید (به ایتالیایی: Il finto Nino, overo La Semiramide riconosciuta) در سال ۱۷۳۷، آراسترس (به ایتالیایی: (Artaserse)) در سال ۱۳۳۸، سلئوچو (به ایتالیایی: Seleuco) با ترجمه سوماروکوف برای اولین بار در سال ۱۷۴۴ در مسکو، اسکوپیون (به ایتالیایی: Scipione) با ترجمه آدام اُسوفیو در سن پترزبورگ در سال ۱۷۴۵، مهرداد (به ایتالیایی: Mitridate) در سال ۱۷۴۷ و… نیز به اجرا درآمدند.
بیشتر اپراهایی او مربوط به لیبرتوهای ایتالیایی بود. اگرچه در سال ۱۷۵۵ اپرای سِفال و پرُکریس یا تسِفال و پرُکریس (به روسی: Цефал и Прокрис) در سه پرده توسط الکساندر سوماروکوف با تغییرات در آثار اووید شکل گرفت و در تاریخ ۷ مارس و ۲۷ فوریه در سن پترزبورگ با صحنه آرایی بی نظیر جوزپه والریانی (به ایتالیایی: Giuseppe Valeriani) به روی صحنه رفت. این اولین اپرا با اجرای خوانندگان روسی بود که به موفقیت‌های بسیاری دست یافت و هدایای بسیاری را برای فرانچسکو آرایا توسط یِلیزاوِتا پترُونا به ارمغان آورد. این اپرا مجدداً در تاریخ ۱۴ ژوئن ۲۰۰۱ در تالار مارینسکی واقع در سن پترزبورگ به روی صحنه رفت.
او در بین سالهای ۱۷۶۲ تا ۱۷۷۰ در بولونیا درگذشت.

## آثار منتخب

### اپرا
- Lo matremmonejo pe' mennetta، اپرا بوفا، نویسنده متن توماسو ماریانی (پاییز ۱۷۲۹، تئاتر فیورنتینی، ناپل)
- Berenice، اپرا سریا، نویسنده متن آنتونیو سالوی (۱۷۳۰، تئاتر پراتولینو، فلورانس)
- Ciro riconosciuto، اپرا سریا، نویسنده متن آنتونیو سالوی (۱۷۳۱، تئاتر دامه، رم)
- Tsefal i Prokris، اپرا سریا، نویسنده متن الکساندر سوماروکوف (۱۰ مارس ۱۹۷۵ سن پترزبورگ)
- Alessandro nell'Indie، نویسنده متن پیِترو متاستاسیو (۲۹ دسامبر ۱۷۵۵ سن پترزبورگ)

### اوراتوریو
- S. Andrea Corsini، سال ۱۷۳۱، رم
- La Nativita di Gesu

### کانتاتا
- La gara, dell'amore e dello zelo، سن پترزبورگ، ۱۷۳۶
- L’asilo della pace، لیبرتو جوزپه بونِکی، سن پترزبورگ، ۱۷۴۸
- La corona d'Allesandro Magno، جوزپه بونِکی، سن پترزبورگ، ۱۷۵۰
- Junon secourable lucine، آنتونیو دِنزی، سن پترزبورگ، ۱۷۵۷
- Urania vaticitante، آنتونیو دِنزی، سن پترزبورگ، ۱۷۵۷